# Liste der Geotope im Kreis Pinneberg
Diese sortierbare Liste enthält die Geotope des Kreises Pinneberg in Schleswig-Holstein. Sie enthält die amtlichen Bezeichnungen für Namen und Nummern sowie deren geographische Lage (Stand 2015).
| Geotop-Nummer | Objektnummer Geotop-Potentialgebiet | Name                                                                                           | Geotoptyp                     | Gemeinde/Stadt          | Koordinaten                     | Bild                                | Bemerkung                                       |
| ------------- | ----------------------------------- | ---------------------------------------------------------------------------------------------- | ----------------------------- | ----------------------- | ------------------------------- | ----------------------------------- | ----------------------------------------------- |
| Du 036        |                                     | Binnendünen Holmer Sandberge                                                                   | Düne, Flugsandgebiet          |                         | 53° 37′ 0,1″ N, 9° 42′ 16,3″ O  | Holmer Sandberge                    |                                                 |
|               | Ka 005                              | Erdfälle südöstlich von Elmshorn – Langelohe                                                   | Karstform                     | Elmshorn                | 53° 44′ 45,3″ N, 9° 41′ 57,5″ O |                                     |                                                 |
|               | Ka 006                              | Erdfall am Nordrande Quickborns                                                                | Karstform                     | Quickborn               | 53° 44′ 23,1″ N, 9° 54′ 3,9″ O  |                                     |                                                 |
|               | Ka 006                              | Prophetensee, Quickborn                                                                        | Karstform                     | Quickborn               | 53° 43′ 28,7″ N, 9° 53′ 47,1″ O | Prophetensee                        |                                                 |
|               | Ka 006                              | Elsensee am südlichen Rande Quickborns                                                         | Karstform                     | Quickborn               | 53° 42′ 57″ N, 9° 54′ 36″ O     | Nordseite des Elsensee              |                                                 |
| Kl 053        |                                     | Elbtalrand zwischen Holmerberg und dem nordwestlichen Randbereich von Wedel                    | Kliff                         | Wedel                   | 53° 36′ 15,1″ N, 9° 40′ 15″ O   |                                     |                                                 |
| Kl 058        |                                     | Elbtalrand westlich von Heist                                                                  | Kliff                         | Heist                   | 53° 39′ 3,7″ N, 9° 38′ 29,4″ O  |                                     |                                                 |
|               | Me 001                              | Insel Helgoland mit Felskliff, Düne und Klippen (2 Einzelflächen)                              | Erdgeschichtlicher Aufschluss | Helgoland               | 54° 10′ 57″ N, 7° 53′ 7″ O      | Insel Helgoland                     | Die Insel Helgoland ist ein Nationales Geotop   |
| Pa 002        |                                     | Rotliegendes: Tongruben der Ziegelei Roten Lehm Klein Nordende (3 Einzelflächen)               | Erdgeschichtlicher Aufschluss | Klein Nordende          | 53° 43′ 37,2″ N, 9° 40′ 40,9″ O | Liether Kalkgrube                   | Die Liether Kalkgrube ist ein Nationales Geotop |
| Qp 001        |                                     | Alt-, Mittel- und Jungpleistozän: Kalkgrube Lieth, Klein Nordende (Rotliegendes und Zechstein) | Erdgeschichtlicher Aufschluss | Klein Nordende          | 53° 43′ 14,2″ N, 9° 40′ 49,2″ O | Liether Kalkgrube                   |                                                 |
| Pa 001        |                                     | Alt-, Mittel- und Jungpleistozän: Kalkgrube Lieth, Klein Nordende (Rotliegendes und Zechstein) | Erdgeschichtlicher Aufschluss | Klein Nordende          | 53° 43′ 14,2″ N, 9° 40′ 49,2″ O |                                     |                                                 |
| Qp 016        |                                     | Eem-Warmzeit: Brörup-Interstadial: Bokel/Barmstedt                                             | Erdgeschichtlicher Aufschluss | Bokel (Kreis Pinneberg) | 53° 51′ 29,8″ N, 9° 46′ 41,7″ O |                                     |                                                 |
| Te 007        |                                     | Pliozän: Oberflächenvorkommem Eggerstedt                                                       | Erdgeschichtlicher Aufschluss | Eggerstedt (Pinneberg)  | 53° 38′ 19,6″ N, 9° 48′ 0,8″ O  |                                     |                                                 |
|               | Mr 001                              | Himmelmoor                                                                                     | Moor                          | Quickborn               | 53° 44′ 31,6″ N, 9° 51′ 25″ O   | Wollgras im Himmelmoor              |                                                 |
|               | Mr 015                              | Fossiler „Esinger See“                                                                         | Moor                          | Klein Nordende          | 53° 43′ 23,5″ N, 9° 41′ 14,3″ O | Heutige Landschaft des Esinger Sees |                                                 |
|               | Ta 029                              | Tal der Ekholter Au zwischen Ekholt und Seeth                                                  | Talform                       | Seeth-Ekholt            | 53° 44′ 13,5″ N, 9° 43′ 42,2″ O |                                     |                                                 |

## Quelle
- Geotopliste Planungsraum III. (PDF; 303 kB) Geologischer Dienst im Landesamt für Landwirtschaft, Umwelt und ländliche Räume des Landes Schleswig-Holstein, Mai 2015, abgerufen am 24. Juli 2015.